# حصار (اردبیل)
حصار، روستایی از توابع بخش هیر شهرستان اردبیل در استان اردبیل ایران است.

## جمعیت
این روستا در دهستان فولادلوی شمالی قرار دارد و براساس سرشماری مرکز آمار ایران در سال ۱۳۸۵، جمعیت آن ۶۳ نفر (۱۵ خانوار) بوده‌است.